# Abdrift
Als Abdrift oder Abtrift (niederländisch drijven ‚treiben‘) bezeichnet man ein seitliches Versetzen (Abtreiben) von Wasser- oder Luftfahrzeugen, also eine Abweichung vom angestrebten Kurs. Sie umfasst immer den Einfluss des Windes, in der Seefahrt auch der Strömung.

## Driftwinkel
Unter dem Driftwinkel s versteht man den Winkel zwischen der Längsachse bzw. Kurswinkel und der Bewegungsrichtung. Das Vorzeichen ist entgegengesetzt zur Quergeschwindigkeitskomponente definiert:
{\displaystyle \beta =-\arctan {\frac {v}{u}}}
({\displaystyle v} = Quergeschwindigkeit, {\displaystyle u} = Längsgeschwindigkeit)

## Luftfahrt
Verursacht wird die Abdrift bei Flugzeugen durch Seitenwind und Böen.
Bei Segelflugzeugen und langsamen Motorflugzeugen kann die Abdrift bei starkem Seitenwind 30° und mehr betragen. Wegen der Deutlichkeit des Effekts kann man den Kurs aber freiäugig – auch ohne Navigationsinstrumente – durch „Vorhalten“ gut korrigieren. Die kurzfristige Wirkung von Böen kann mit dem Wendezeiger „ausgependelt“ werden.

## Seefahrt
Bei Schiffen unterscheidet man:
- Abdrift durch Seitenwind und Seegang
- Abdrift durch Strömung (Meeresströmung oder Tidenstrom), auch Stromversetzung

Abdrift durch Wind und Abdrift durch Strom addieren sich.
Bei Schiffen wirkt eine große Lateralfläche der Abdrift durch Seitenwind und Seegang entgegen. Bei Segelschiffen tritt die größte Abdrift bei Kurs am Wind auf. Bei Kurs halber Wind ist die Abdrift schon deutlich geringer, bei Kurs raumer Wind kaum mehr vorhanden.

## Korrektur der Abdrift
Bei größeren Flugzeugen und Schiffen wird die Abdrift im Allgemeinen aus Wetterdaten vorausberechnet und bei der Wahl des Steuerkurses im Voraus berücksichtigt (Vorhaltewinkel). Damit ist gewährleistet, dass der Kurs über Grund annähernd zum gewünschten Ziel führt. Bei Schiffen ist hierbei auch die Strömung zu berücksichtigen.
Kritisch kann die Abdrift bei der Landung kleiner und großer Flugzeuge sein: Um eine Beschädigung des Fahrwerks zu vermeiden, wird der Steuerkurs bei starkem Seitenwind oder Böen erst knapp vor dem Aufsetzen parallel zur Landebahn ausgerichtet.